# Лабазная (приток Омолона)
Лабазная — река в России, на севере Дальнего Востока, левый приток Омолона, впадает в 984 км от устья.
Протекает по территории Северо-Эвенского района Магаданской области. Длина — 25 км.
Поселений на реке нет, в устье располагается метеостанция Лабазная.
Названа вероятно по лабазам, ранее устраиваемым у реки.
По данным государственного водного реестра России относится к Анадыро-Колымскому бассейновый округу.